# Багратион-Мухранская, Леонида Георгиевна
Леонида Георгиевна Багратион-Мухранская (23 сентября (6 октября) 1914, Тифлис — 23 мая 2010, Мадрид) — жена Владимира Кирилловича Романова, считавшегося российскими монархистами-легитимистами (т. н. «кирилловцами») главой «Российского императорского дома», мать Марии Владимировны Романовой, претендующей на главенство в Доме Романовых. Некоторые монархисты называют Леониду Георгиевну великой княгиней и де-юре — императрицей-супругой, последним членом императорской семьи, рождённым на территории Российской империи. У Леониды был брат, князь Ираклий (1909—1977), который женился на принцессе Марии де лас Мерседес де Бавьера.

## Происхождение и биография
Отец: князь Георгий Александрович Багратион-Мухранский (1884—1957) — Душетский уездный предводитель дворянства (в 1916—1917 годах), считается частью монархистов главой Грузинского царского дома. По отцовской линии — внучка генерал-лейтенанта Александра Ираклиевича Багратион-Мухранского, убитого большевиками в Пятигорске в 1918 году и праправнучка князя Константина Ивановича Багратион-Мухранского (1782—1842) последнего удельного владетеля Мухранского (в 1800—1801 годах).
Мать: Елена Сигизмундовна Злотницкая (1886—1979) — дочь российского дворянина польского происхождения Чеслава-Сигизмунда Дмитриевича Злотницкого (внука бригадира польской и генерал-поручика российской службы Антона Осиповича Злотницкого (герба Новина)) и княжны Марии Элисбаровны Эристовой. По материнской линии — прямой потомок царя Ираклия II. В числе её предков — князья Аргутинские-Долгорукие, князья Гурамовы, князья Орбелиани, дворяне Головачевы, дворяне фон Гессен, дворяне Норовы и др.
Эмигрировала с родителями в 1931 году из СССР в Испанию. 6 ноября 1934 года вышла замуж в Ницце за состоятельного американца шотландского происхождения Самнера Мур Кёрби (Sumner Moore Kirby; 1895—1945), для которого это был третий брак. От него, Леонида Георгиевна родила в 1935 году в Женеве дочь Элен Кёрби (Helene Louise Kirby), но вскоре (в 1937 году) супруги развелись. Самнер Мур Кёрби жил во Франции, впоследствии, во время Второй мировой войны, был в 1944 году депортирован в Германию и умер в апреле 1945 года в больнице концлагеря Леау (часть Бухенвальда), куда был интернирован как гражданин США.
В 1947 году познакомилась с великим князем Владимиром Кирилловичем, а через год — сочеталась с ним браком (12 августа (гражданская регистрация) / 13 августа (венчание в греческой церкви Св. Герасима) 1948 года в Лозанне).
Единственный ребёнок от брака Владимира Кирилловича и его супруги Леониды Георгиевны — Мария Владимировна Романова — родилась 23 декабря 1953 года в Мадриде.

## Вопросы к браку

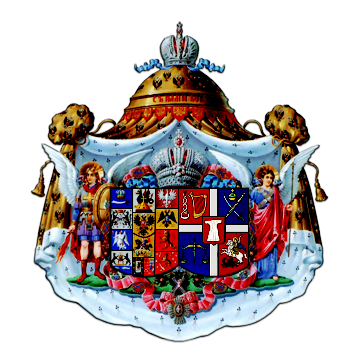
Большой герб её императорского высочества государыни великой княгини Леониды Георгиевны.

Существует устойчивое мнение, что потомки Владимира Кирилловича не могут претендовать на российский престол. Основанием для этого служат два неоднократно тиражируемых условия: невеста, избранная наследником престола, должна была принять православие перед вступлением в брак, что зафиксировано в законодательстве, и не могла быть разведённой. В том случае, когда эти условия нарушались, дети от этого брака не имели высшего титула и не имели права на наследование.
Леонида Георгиевна была крещена в православной вере ещё в детстве. Но, помимо того, что Леонида Георгиевна состояла в разводе с первым
мужем, многие из числа Романовых не приняли брак Владимира Кирилловича из-за того, что семейство Багратион-Мухранских не считалось в Российской империи равнородным российской императорской фамилии. По крайней мере, в 1911 году брак княжны императорской крови Татьяны Константиновны Романовой с князем Константином Александровичем Багратион-Мухранским был расценен императорским семейством как морганатический, о чём свидетельствует и факт отречения Татьяны Константиновны от прав на престол, что с 1911 г. являлось необходимым условием перед вступлением в морганатический брак. Согласно некоторым данным, сам Николай II придерживался противоположного мнения.
Если считать брак Леониды Георгиевны с Владимиром Кирилловичем морганатическим, то, согласно закону 1797 года, рождённые от такого брака лишаются прав на российский престол. Семья Марии Владимировны настаивает, что брак был равнородным, ссылаясь на то, что предки Леониды Георгиевны по мужской линии принадлежали к правящей династии — до 1505 года правившей Картлийским царством, по Георгиевскому трактату 1783 года им был гарантирован царский статус (артикулы 5, 6 и дополнительный), хотя Георгиевский трактат относился не к Мухранским, а к Кахетинским Багратионам (то есть Царям Картлии и Кахетии).
Вместе с тем, в 1946 году, ещё до знакомства Владимира Кирилловича и Леониды Георгиевны, в связи с предстоящим браком её брата — Ираклия Георгиевича Багратион-Мухранского (1909—1977) и испанской инфанты Марии де лас Мерседес, от Испанского королевского дома поступил запрос к Владимиру Кирилловичу (считавшемуся монархами Европы главой Российского императорского дома) о статусе Багратион-Мухранских. 5 декабря 1946 года особым актом Владимир Кириллович признал царское достоинство Багратион-Мухранских, их право именоваться князьями Грузинскими и титуловаться Царскими Высочествами. Главой Грузинского царского дома был признан отец Леониды Георгиевны — Георгий Александрович Багратион-Мухранский. Этот статус был признан и Испанским королевским домом, согласившимся на брак инфанты Марии с князем Ираклием. В Тбилиси проживает и другой претендент на грузинский престол — светлейший князь Нугзар Петрович Багратион-Грузинский (род. в 1950 году), потомок предпоследнего грузинского царя по прямой мужской линии.
В газете «Наша страна» в 1948 году отмечалось: «П. В. Скаржинский сообщил, что В. К. Владимир Кириллович получил по поводу своего бракосочетания множество приветствий со всех стран русского рассеяния и что если в интеллигентских кругах этот брак вызвал различные суждения, то в широких народных низах вызвал удовлетворение, как брак на русской и православной».

## Визиты в Россию
С 1991 года Леонида Георгиевна неоднократно посещала Россию с визитами. Награждена Патриархом Московским и всея Руси Алексием II Орденом св. равноапостольной княгини Ольги 1 и 2 степеней. Она также считалась Гроссмейстериной ордена Св. Великомученицы Екатерины. Имела Большой крест Ордена Мальтийских заслуг от Мальтийского ордена, Большой крест Ордена Крыла Святого Михаила от Португальского Королевского дома, награды Грузинского Царского ордена и иностранных королевских династий.
23 мая 2010 года скончалась в Мадриде в возрасте 95 лет. В своём завещании она просила быть похороненной рядом с мужем Владимиром Кирилловичем в великокняжеской усыпальнице в Петропавловской крепости Санкт-Петербурга.
3 июня 2010 года чин её отпевания в Петропавловском соборе возглавили митрополит Санкт-Петербургский и Ладожский Владимир (Котляров). Погребена в тот же день в великокняжеской усыпальнице в Петропавловской крепости; присутствовали: её дочь Мария Владимировна, внук Георгий Михайлович, а также представители российской, французской, итальянской и испанской аристократии и члены грузинской диаспоры Петербурга.